# Uromunna acarina
Uromunna acarina is een pissebed uit de familie Munnidae. De wetenschappelijke naam van de soort is voor het eerst geldig gepubliceerd in 1941 door Milton A. Miller.